# Al-Mehwar
 (février 2011).
Al-Mehwar est un journal de Jordanie.
Lors de la crise internationale des caricatures de Mahomet, Al-Mehwar est l'un des deux journaux jordaniens avec Shihane qui ont publié les caricatures de Mahomet.
Le journal al-Mehwar a reproduit les 12 caricatures, le 26 janvier 2006, dans un petit encadré, pour illustrer un article sur la dénonciation générale de leur publication. En outre, le journal affirme avoir été "le premier journal arabe à avoir alerté le monde arabe sur ces caricatures, découvertes sur internet". "Le seul fait que cet hebdomadaire ait reproduit ces caricatures rend son rédacteur en chef Hicham al-Khalidi responsable devant la loi", a souligné une source judiciaire. Hicham al-Khalidi est arrêté dans la nuit du samedi 4 au dimanche 5 février 2006 sur ordre du procureur civil Saber al-Rawashdeh.